# Aubigny-au-Bac
Aubigny-au-Bac település Franciaországban, Nord megyében. Lakosainak száma 1167 fő (2022. január 1.). Aubigny-au-Bac Brunémont, Oisy-le-Verger, Aubencheul-au-Bac, Bugnicourt, Féchain, Fressain és Fressies községekkel határos.

## Népesség
A település népességének változása:
| Lakosok száma | 1206 | 1189 | 1210 | 1178 | 1172 | 1166 | 1161 | 1159 | 1167 |
|               | 2013 | 2015 | 2016 | 2017 | 2018 | 2019 | 2020 | 2021 | 2022 |